# Bethel Park
Bethel Park ist eine Gemeinde (Home Rule Municipality) im Allegheny County im US-Bundesstaat Pennsylvania. Laut Volkszählung im Jahr 2020 hatte sie eine Einwohnerzahl von 33.577 auf einer Fläche von 30 km². Sie ist Teil der Metropolregion Pittsburgh.

## Geschichte
Das Gebiet des heutigen Bethel Park war ursprünglich um 1800 besiedelt und wurde 1886 als Bethel Township gegründet. Bethel Park wurde am 17. März 1949 zu einem Borough umgewandelt und wurde 1978 zu einer selbstverwalteten Gemeinde. Der Name wurde höchstwahrscheinlich nach einem Versammlungshaus benannt.

## Demografie
Nach einer Schätzung von 2019 leben in Bethel Park 32.345 Menschen. Die Bevölkerung teilt sich im selben Jahr auf in 92,5 % Weiße, 2,2 % Afroamerikaner, 0,1 % amerikanische Ureinwohner, 2,2 % Asiaten und 2,8 % mit zwei oder mehr Ethnizitäten. Hispanics oder Latinos aller Ethnien machten 1,4 % der Bevölkerung aus. Das mittlere Haushaltseinkommen lag bei 79.894 US-Dollar und die Armutsquote bei 4,6 %.

## Verkehr
Die Pennsylvania Route 88 und die U.S. Route 19 verlaufen durch Bethel Park, wobei ein Großteil der kommerziellen Entwicklung der Gegend entlang der beiden Korridore verläuft. Die Fertigstellung des Pittsburgh Railways Interurbans in den frühen 1900er Jahren öffnete Bethel Park für beschleunigtes Wachstum und Entwicklung und machte die Gegend zu einem frühen Beispiel eines Straßenbahnvororts. Während die meisten Personen- und Straßenbahnlinien im Raum Pittsburgh in den 1950er und 1960er Jahren eingestellt wurden und das weitere Wachstum durch das Auto angekurbelt wurde, wurden die Trolley lines durch Bethel Park in Betrieb gehalten und in den 1980er Jahren auf moderne Stadtbahnstandards umgerüstet.

## Söhne und Töchter der Stadt
- Barbara Feldon (* 1933), Schauspielerin
- Thomas Matthew Crooks (2003–2024), Attentäter auf Donald J. Trump, Präsidentschaftskandidat der USA